# オウム病
オウム病（オウムびょう、psittacosis、parrot fever）とは、クラミジアの一種・オウム病クラミジア（Chlamydophila psittaci あるいはChlamydophilia abortus）の感染によって生ずる人獣共通感染症である。クラミジア病と呼ばれることもあり、かつてミヤガワネラ病と呼ばれていたこともあった。感染症法における四類感染症。

## 原因
鳥類はオウム病クラミジアの自然宿主であり、ヒトは感染鳥類から排泄物、汚染羽毛、糞便の塵埃の吸入により感染する。
感染したオウム、インコ、ハトなどの糞に含まれる菌を吸入することにより感染する。ペットとして飼育しているオウムやインコなどの鳥から感染することが多いが、立ち寄ったペットショップで感染したり、多数のドバトがいる公園などで感染したりする場合もある。

## 症状
ヒトではインフルエンザの様な症状を示し、治療が遅れると肺炎や気管支炎などの呼吸器疾患を示す。鳥類では一般に無症状であるが、発症すると元気消失、食欲不振、緑色便を呈し、ときに倒死する。病理学的には肝臓や脾臓の腫大、脆弱、灰白質壊死巣、心外膜や気嚢の肥厚、線維性滲出物の肥厚がみられる。牛において雌では妊娠末期に流産を引き起こし、雄では精嚢腺炎を引き起こす。馬では肺炎、脳脊髄炎、角結膜炎、関節炎、腎炎、肝炎、流産を引き起こす。

## 診断
検体を発育鶏卵、鶏胚細胞、HeLa細胞などに接種し、培養後、ギムザ染色、蛍光抗体法などで直接鏡検する。特異的抗体検出も行われる。

## 治療
Chlamydophila psittaci 、Chlamydophilia abortusに感受性のある抗菌剤を用いる。マクロライド系抗生物質やテトラサイクリン系抗生物質が第一選択となる。ニューキノロン系抗生物質(シプロフロキサシン、オフロキサシン等)も感受性を持つ。セフェム系抗生物質は無効。

## 予防
ワクチンはない。鳥類との接吻など過度な接触を避ける。また飼育ケージの清掃時には、マスクを着用する。